# إيان سانسوم
إيان إدوارد سانسوم (من مواليد 3 ديسمبر 1966 في إسيكس، إنجلترا) هو مؤلف سلسلة ألغاز المكتبة المتنقلة. اعتبارًا من 2016، كان قد كتب أربعة كتب في سلسلة ستضم أربعة وأربعين رواية.
وهو مساهم وناقد متكرر لصحيفة الغارديان ومجلة لندن ريفيو أوف بوكس .
درس في كل من أكسفورد وكامبريدج ، حيث كان زميلًا في كلية إيمانويل. وهو أستاذ في قسم اللغة الإنجليزية والدراسات الأدبية المقارنة في جامعة ووريك ويُدرس في برنامج الكتابة فيها.

## الحياة الشخصية
إيان سانسوم متزوج ولديه ثلاثة أطفال. وهم يقيمون في بانجور، مقاطعة داون ‏، أيرلندا الشمالية.

## الأعمال
- الحقيقة عن الأطفال: من الألف إلى الياء (2002)
- الطريق الدائري (2004) (عنوان الولايات المتحدة: المسجل المحايد (بالإنجليزية: The Impartial Recorder)‏)
- قضية الكتب المفقودة (2006)
- السيد ديكسون يختفي (2006)
- اختيار المندوبين (2007) (العنوان الأمريكي: الكتاب يتوقف هنا)
- الدليل الميداني للمتحمس للشعر (2007) (محرر) [6]
- قضية الكتاب السيئة (2009)
- ورقة: مرثاة (2012)
- لغز نورفولك (1990)
- الموت في ديفون (2015)
- ويستمورلاند وحده (2016)
- سم إسيكس (2017)
- قصص ديسمبر الأول (2018)، No Alibis Press
- جريمة قتل ساسكس (2019)
- 1 سبتمبر 1939: سيرة قصيدة (2019)
- غرفة القراءة: عام من الفضول الأدبي (2019)
- قصص ديسمبر 2 (2021)

## روابط خارجية
- الموقع الرسمي